# Reprezentacja Holandii na Mistrzostwach Świata w Narciarstwie Klasycznym 2003
Reprezentacja Holandii na Mistrzostwach Świata w Narciarstwie Klasycznym 2003 – trzyosobowa reprezentacja Holandii podczas mistrzostw świata w Val di Fiemme w 2003 roku.
Wśród reprezentantów Holandii na mistrzostwach w 2003 roku znalazła się jedna biegaczka – Marianne Vlasveld oraz dwóch skoczków narciarskich – Ingemar Mayr i Christoph Kreuzer. Spośród nich najwyższe, 40. miejsce zajęła Vlasveld w biegu na 30 kilometrów techniką dowolną.

## Wyniki

### Biegi narciarskie
| Data       | Konkurencja                           | Zawodniczka       | Czas      | Miejsce | Źródła |
| ---------- | ------------------------------------- | ----------------- | --------- | ------- | ------ |
| 26.02.2003 | sprint kobiet techniką dowolną        | Marianne Vlasveld | –         | 52.     | [ 2 ]  |
| 28.02.2003 | bieg kobiet na 30 km techniką dowolną | Marianne Vlasveld | 1:25:47,0 | 40.     | [ 1 ]  |

### Skoki narciarskie
| Data          | Konkurencja                | Zawodnik          | Kwalifikacje | Kwalifikacje | Kwalifikacje | Kwalifikacje | Seria 1   | Seria 1  | Seria 2   | Seria 2 | Nota łączna | Miejsce | Źródła      |
| Data          | Konkurencja                | Zawodnik          | Odległość    | Nota         | Miejsce      | Miejsce      | Odległość | Nota     | Odległość | Nota    | Nota łączna | Miejsce | Źródła      |
| ------------- | -------------------------- | ----------------- | ------------ | ------------ | ------------ | ------------ | --------- | -------- | --------- | ------- | ----------- | ------- | ----------- |
| 21-22.02.2003 | konkurs indywidualny K-120 | Ingemar Mayr      | 105,5 m      | 85,4 pkt     | 27.          | q            | 102,5 m   | 80,0 pkt | nq        | nq      | 80,0 pkt    | 46.     | [ 3 ] [ 5 ] |
| 21-22.02.2003 | konkurs indywidualny K-120 | Christoph Kreuzer | 97,0 m       | 68,1 pkt     | 40.          | nq           | nq        | nq       | nq        | nq      | nq          | nq      | [ 3 ] [ 5 ] |
| 27-28.02.2003 | konkurs indywidualny K-95  | Ingemar Mayr      | 88,5 m       | 100,0 pkt    | 27.          | q            | 84,0 m    | 89,5 pkt | nq        | nq      | 89,5 pkt    | 46.     | [ 4 ] [ 6 ] |
| 27-28.02.2003 | konkurs indywidualny K-95  | Christoph Kreuzer | 83,5 m       | 88,5 pkt     | 40.          | q            | 81,5 m    | 82,5 pkt | nq        | nq      | 82,5 pkt    | 50.     | [ 4 ] [ 6 ] |